# Рађеновци
Рађеновци су насељено место у саставу града Новске, у западној Славонији, Република Хрватска.

## Историја
Рађеновци су се од распада Југославије до маја 1995. године налазили у Републици Српској Крајини.

## Становништво
Насеље је према попису становништва из 2011. године имало 2 становника.
| Националност | 1991.     |
| Срби         | 24 (100%) |
| Укупно       | 24        |

| Демографија | Демографија | Демографија |
| Година      | Становника  | Становника  |
| ----------- | ----------- | ----------- |
| 1961.       | 146         |             |
| 1971.       | 97          |             |
| 1981.       | 58          |             |
| 1991.       | 24          |             |
| 2001.       | 2           |             |
| 2011.       |             | 2           |